# Jerzy Schindler
Jerzy Schindler (* 5. Februar 1923 in Zakopane; † 10. Mai 1992 in Krakau) war ein polnischer Skirennläufer.
Schindler absolvierte nach dem Besuch der Mittelschule eine Ausbildung zum Geodät. Als alpiner Skirennläufer ging er für seinen Heimatverein TS Wisła Zakopane von 1937 bis 1939 und nach Ende des Zweiten Weltkriegs von 1946 bis 1958 an den Start. Auf nationaler Ebene blieb Schindler ohne nennenswerte Erfolge. Größter Erfolg seiner Karriere war 1948 die Teilnahme an den Olympischen Winterspielen in St. Moritz, wo er in der Abfahrt jedoch der internationalen Konkurrenz weit hinterherfuhr und am Ende nur Rang 67 belegte.
Schindler wurde zudem Dritter bei den polnischen Meisterschaften im Skispringen 1947 in Zakopane.
Schindler war verwitwet und hatte einen Sohn.